# Henna Virkkunen

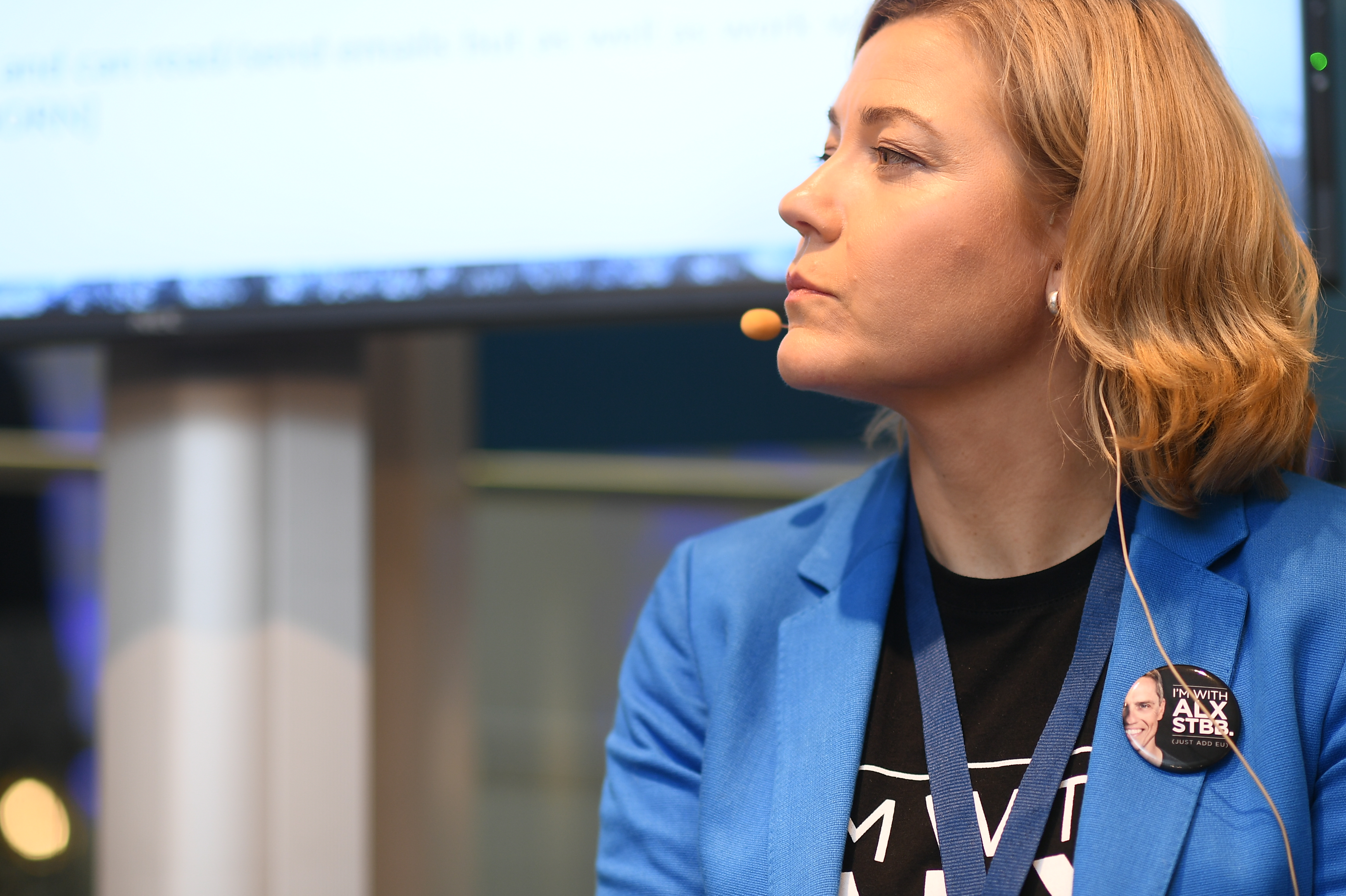
Kongress i Helsingfors, 7-8 november 2018.

Henna Maria Virkkunen, född 4 juni 1972 i Joutsa, är en finländsk politiker tillhörande Samlingspartiet. Sedan den 1 december 2024 är hon Europeiska kommissionens verkställande vice ordförande för teknologisk självständighet, säkerhet och demokrati.
Hon var ledamot av Europaparlamentet för Finland från valet 2014 till 2024.

## Biografi
Virkkunen var undervisningsminister i Regeringen Kiviniemi. Hon innehade samma post i Regeringen Vanhanen II efter att Sari Sarkomaa avgick år 2008.  I Regeringen Katainen var hon först förvaltnings- och kommunminister (från 22 juni 2011) och senare (sedan Vänsterförbundet lämnat regeringen 4 april 2014) trafik- och kommunminister fram till regeringens avgång 24 juni 2014.
I Europaparlamentet är hon ledamot för utskottet för industrifrågor, forskning och energi, utskottet för transport och turism, delegationen för förbindelserna med Arabiska halvön, delegationen till den gemensamma parlamentariska församlingen Osaks–EU samt delegationen till den parlamentariska församlingen Afrika–EU.
Virkkunen är filosofie licentiat och bosatt i Jyväskylä. Före den politiska karriären arbetade Virkkunen som redaktör på tidningen Keskisuomalainen.

## Utmärkelser
- Kommendörstecknet av Finlands Vita Ros’ orden,  6 december 2011[3]

[Redigera Wikidata]